# Küçük Gelin
Küçük Gelin, traduzido como "Esposa Jovem", é uma telenovela da Turquia originalmente exibida na Samanyolu TV.

## Enredo
Zehra (Çağla Şimşek) é uma menina de 13 anos que vive com sua família, ela é muito inteligente e tem planos para o futuro. O seu único objectivo é estudar para se tornar uma professora.
Seu irmão, Ferman, apaixonou-se pela filha de uma família rica e foge com ela, sendo então condenado à morte. No entanto, ele oferece Zehra para salvar sua vida. Os sonhos de Zehra são destruídos depois de se casar com um jovem rico que ela nunca conheceu.
Por outro lado, uma professora chamada Melek, chega ao bairro da Zehra, e conhece sua história, decidindo ajudá-la.

## Elenco
- Çağla Şimşek
- Orhan Şimşek (1-62)
- Barış Çakmak (63-)
- Gözde Mukavelat (1-40)
- Bengi Öztürk Orhun (41-)
- Arda Esen
- Ufuk Şen
- Sema Aybars
- Arzu Yanardağ
- Ali Çakalgöz
- Arif Selçuk
- Ece Okay
- Melda Arat
- Devrim Atmaca
- Sabri Özmener
- Helin Melike Çal
- Burçu Adal Köse
- Onurcan Kırşan
- Bursú Yüce
- Gökhan Şahin
- Hilmi Erdem
- Merve Çağıran
- Savaş Bayındır - Şiyar
- Yağmur Kur - Dicle Kirman
- Ece Baykal - Canan Sayginer
- Tayfun Sav - Sami Sayginer
- Yusuf Ekşi - Ibrahim
- Elif Verit - Mercan
- Melissa Yıldrımer - Leyla (41-)
- Mücahit Koçak - İsmail
- Berkecaan Akkaya - Rüzgar (86-)
- Asyu Taçkul - Pelin (86-)
- Müjgan Gönül - Dra. Zeynep
- Pınar Kaya - Suna
- Koray Nizamoğlu - Yusuf
- Kayra Zabci - Ezma
- Eyüp Kan - Harun
- Vakkas Kahraman - Mahmut
- Kadriye Çetinkaya - Kadriye
- Nazım Yılmaz - Cemşit
- Mehmet Emin Kadıhan - Bao
- Ercan Özdal - Sırrı
- Kaya Erdaş - Rüstem
- Ayşen Batıgün - Celal Yazar
- Birgül Ulusoy - Nimet Yazar
- Ümit Yesin - Sr. Yazar
- Merve Ünal - Nur
- Çiğdem Celen Yılmaz - Şaziment
- Meltem Pamirtan - Aysen Sepaji